# Björn Lüning
Björn Eric Gustav Bertilsson Lüning, född 18 juni 1929 i Stockholm, död 25 september 2024, var en svensk kemist. Han var son till Bertil och Julia Lüning.
Efter studentexamen 1947 blev Lüning filosofie kandidat 1955, filosofie licentiat 1957, filosofie doktor i Stockholm 1960 och docent i organisk kemi vid Stockholms universitet 1962. Han var amanuens och assistent vid Stockholms högskola 1951–1960, biträdande lärare 1960–1966 och universitetslektor i organisk kemi vid Stockholms universitet från 1966. Han har varit ordförande i Svenska orchidésällskapet. Han har författat skrifter i kemi, särskilt rörande organisk naturproduktkemi.